# パプア (準州)

パプア準州
Territory of Papua (英語)

パプア準州の位置

パプア準州（パプアじゅんしゅう、英語: Territory of Papua）は、南太平洋の現在パプアニューギニアのニューギニア島南東部にあった、かつてのオーストラリアの海外領土である。隣のニューギニア島北東部の部分はオーストラリア国連信託統治領ニューギニアと呼ばれていた。

## 歴史
1883年にイギリス植民地下のオーストラリアのクイーンズランド植民地（現（クイーンズランド州）政府がこの領土を併合し「イギリス領ニューギニア」と呼ばれていた。1884年にイギリス保護領とした。
1902年にオーストラリアの管理下に置かれ「パプア」と言うー名称で呼ばれた。
ニューギニア島北東部の、第二次世界大戦中の1942年から1945年に日本軍に占領されていた地域であったオーストラリア信託統治領ニューギニアと1949年に「パプア及びニューギニア準州（en:Territory of Papua and New Guinea）」の名称で行政連合として設立された。ニューギニアとの行政連合「パプア及びニューギニア」は1971年に「パプアニューギニア」とさらに改名し、1975年にオーストラリアから独立した。行政連合として統合後も独立するまでパプアとニューギニアはそれぞれ異なる独自性を保っていた。

## 経済
金、マンガン鉱、宝石の鉱業。天然ゴム、コプラなど。